# بونگیلا، ویکتوریا
بونگیلا (به انگلیسی: Bonegilla) یک منطقه مسکونی در استرالیا است که در ویکتوریا (استرالیا) واقع شده‌است.